# Tout pour le fric
Pour plus de détails, voir Fiche technique et Distribution.
Tout pour le fric (Todo por la pasta) est un film espagnol réalisé par Enrique Urbizu, sorti en 1991.

## Synopsis
Une enquête sur le braquage d'un casino fait émerger des manœuvres en vue d'assassinats politiques.

## Fiche technique
- Titre : Tout pour le fric
- Titre original : Todo por la pasta
- Réalisation : Enrique Urbizu
- Scénario : Luis Marías
- Musique : Bernardo Bonezzi
- Photographie : Carles Gusi
- Montage : Ana Murugarren
- Production : Joaquín Trincado
- Société de production : Creativideo
- Pays :  Espagne
- Genre : Action et thriller
- Durée : 88 minutes
- Dates de sortie : 
  -  Espagne : 14 août 1991

## Distribution
- María Barranco : Azucena
- Kiti Mánver : Verónica
- Antonio Resines : Ángel
- Pepo Oliva : Pereda
- José Amezola : David
- Luis Ciges : José María
- Caco Senante : Casares
- Maite Blasco : Asunción
- Klara Badiola : sœur Inés
- Pedro Díez del Corral : Blasco
- Pilar Bardem : Begoña
- Ramón Barea : Aniceto
- Ramón Goyanes : Pascual
- Ion Gabella : Macario
- Álex Angulo : Genaro
- Saturnino García : Romero

## Distinctions
Le film a été nommé pour quatre prix Goya et a reçu le prix Goya de la meilleure actrice dans un second rôle pour Kiti Mánver.